# 理髮 (1963年電影)
《理髮》（英語：Haircut）是安迪·華荷1963年末至1964年1月執導的一系列美國地下電影，包括《理髮之一》、《理髮之二》和《理髮之三》。

## 製作

### 《理髮之一》
《理髮之一》在1963年11月於紐約一棟公寓中拍攝；當中四名演員：比利·納米、約翰·達利、佛瑞德·赫爾科及詹姆斯·瓦林，比利·納米為約翰·達利剪髮，另外兩人則隨意行動、談話。這概念源自納米，他從叔祖父（一名理髮師）習得剪髮技巧。此電影與該時期華荷的電影作品有所不同：不是採用單一的長鏡頭，而是六卷膠卷中每一卷都有着不同的攝影和燈光角度，並包括手持攝錄機近鏡拍攝另外三人的短片段（由納米設計）；而除了標題所述的活動外，赫爾科在背景的活動及舞蹈亦成為另一個觀賞的焦點。他在最後裸身在旋轉椅上閱讀雜誌。

### 《理髮之二》
《理髮之二》在1963年末於比利·納米家的廚房中拍攝。

### 《理髮之三》
《理髮之三》在1963年末於「工廠」內拍攝比利·納米為強尼·杜德剪髮；電影於1964年1月剪輯。

## 後續
《理髮之一》在1964年1月10日於曼哈頓的格拉梅西劇院首演。另外兩部電影由惠特尼美國藝術博物館持有及編號。
美國作曲家拉蒙特·揚於1964年為《理髮之一》、《吻》、《睡眠》及《吃》創作了磁帶音樂"Bowed Mortar Relays"作為電影配樂。在林肯表演藝術中心舉辦的第三屆紐約影展中，電影約四分鐘的片段在入口大堂處以小型投影配上音樂放映。
比利·納米也在華荷的另外兩部電影《盧普》、《外在與內在空間》中為伊迪·塞奇威克理髮。

## 外部連結
- 互联网电影数据库（IMDb）上《理髮之一》的资料（英文）
- 互联网电影数据库（IMDb）上《理髮之三》的资料（英文）
- AllMovie上《理髮之一》的资料（英文）
- AllMovie上《理髮之二》的资料（英文）
- AllMovie上《理髮之三》的资料（英文）